# Ганна (Оклахома)
Ганна (англ. Hanna) — місто (англ. town) в США, в окрузі Макінтош штату Оклахома. Населення — 102 особи (2020).

## Географія
Ганна розташована за координатами 35°12′15″ пн. ш. 95°53′22″ зх. д. / 35.20417° пн. ш. 95.88944° зх. д. (35.204173, -95.889327).  За даними Бюро перепису населення США в 2010 році місто мало площу 0,32 км², уся площа — суходіл.

### Клімат
| Клімат : Ганна        | Клімат : Ганна | Клімат : Ганна | Клімат : Ганна | Клімат : Ганна | Клімат : Ганна | Клімат : Ганна | Клімат : Ганна | Клімат : Ганна | Клімат : Ганна | Клімат : Ганна | Клімат : Ганна | Клімат : Ганна | Клімат : Ганна |
| Показник              | Січ.           | Лют.           | Бер.           | Квіт.          | Трав.          | Черв.          | Лип.           | Серп.          | Вер.           | Жовт.          | Лист.          | Груд.          | Рік            |
| Середній максимум, °C | 9,7            | 12,7           | 18,2           | 23,6           | 27,1           | 31,1           | 34,3           | 34,2           | 29,7           | 24,4           | 17,3           | 11,4           | 22,8           |
| Середній мінімум, °C  | −3             | −0,4           | 4,8            | 10,2           | 14,6           | 19,1           | 21,1           | 20,2           | 16,4           | 10,0           | 4,5            | −0,9           | 9,7            |
| Норма опадів, мм      | 43             | 61             | 104            | 104            | 152            | 94             | 71             | 66             | 117            | 107            | 89             | 61             | 1069           |
| --------------------- | -------------- | -------------- | -------------- | -------------- | -------------- | -------------- | -------------- | -------------- | -------------- | -------------- | -------------- | -------------- | -------------- |
| Джерело: weather.com  |                |                |                |                |                |                |                |                |                |                |                |                |                |

## Демографія
Згідно з переписом 2010 року, у місті мешкало 138 осіб у 47 домогосподарствах у складі 35 родин. Густота населення становила 428 осіб/км².  Було 61 помешкання (189/км²).
Расовий склад населення:
| - 47,8 % — білих - 47,1 % — корінних американців |

До двох чи більше рас належало 5,1 %. Частка іспаномовних становила 2,2 % від усіх жителів.
За віковим діапазоном населення розподілялося таким чином: 33,3 % — особи молодші 18 років, 59,5 % — особи у віці 18—64 років, 7,2 % — особи у віці 65 років та старші. Медіана віку мешканця становила 28,0 року. На 100 осіб жіночої статі у місті припадало 89,0 чоловіків;  на 100 жінок у віці від 18 років та старших — 76,9 чоловіків також старших 18 років.
Середній дохід на одне домашнє господарство  становив 39 086 доларів США (медіана — 22 917), а середній дохід на одну сім'ю — 55 458 доларів (медіана — 27 500). За межею бідності перебувало 49,6 % осіб, у тому числі 56,1 % дітей у віці до 18 років та 27,8 % осіб у віці 65 років та старших.
Цивільне працевлаштоване населення становило 37 осіб. Основні галузі зайнятості: освіта, охорона здоров'я та соціальна допомога — 24,3 %, мистецтво, розваги та відпочинок — 21,6 %, транспорт — 13,5 %, фінанси, страхування та нерухомість — 10,8 %.